# Makama (miejscowość)
Makama (arab. مقامة, Maqāmah; fr. Maghama) – miasto w południowej Mauretanii, w regionie Kurkul, siedziba administracyjna departamentu Makama i gminy Makama. W 2000 roku liczyło ok. 11,4 tys. mieszkańców.

## Geografia
Miasto położone jest nad rzeką Senegal, w pobliżu granicy z Senegalem, ok. 430 km na południowy wschód od Nawakszutu.

## Transport
Najbliższe lotnisko znajduje się w mieście Matam w Senegalu.